# Hercólubus

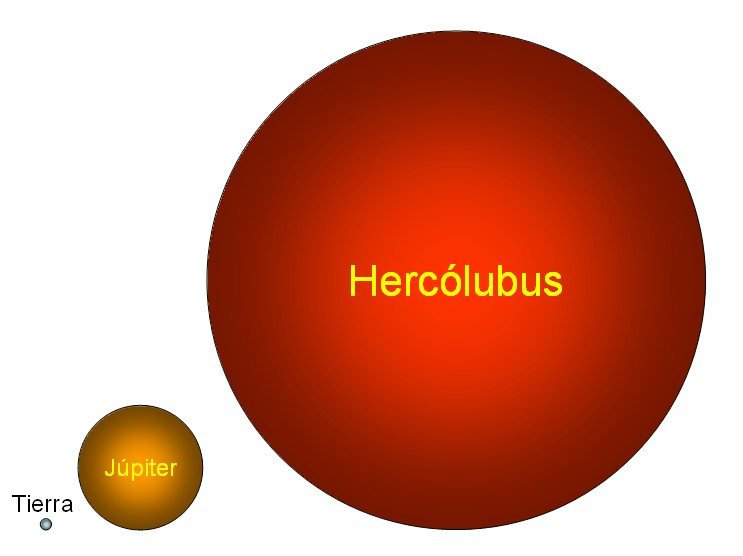
Tamanho do suposto planeta comparado à Terra e Júpiter.

Hercólubus é um planeta fictício citado pelo ocultista Mestre Rabolú em seu livro Hercólubus ou planeta vermelho (1998), embora haja algumas menções anteriores. É por vezes associado a outros corpos celestes fictícios que estariam em rota de colisão com a Terra, como Nibiru. Do ponto de vista astronômico, sua existência é implausível. Os valores citados para o período de translação (25.960 anos) e semieixo maior de sua órbita em relação ao Sol são inconsistentes com a terceira lei de Kepler.

## Suposta localização
Rabolú alegou, com base em supostos dados astronômicos, que Hercólubus seria encontrado em um sistema solar hipotético chamado Tilo. Segundo esses dados, Hercólubus estaria a aproximadamente 500 UA da Terra, seria seis vezes maior do que o planeta Júpiter e quando estivesse mais próximo, a cerca de 4 UA, a ação de seu gigantesco campo gravitacional produziria uma grande catástrofe. Uma dessas aproximações teria acontecido há 13 mil anos e teria causado a destruição da lendária Atlântida.